# Карл-Лібкнехтівський німецький район
Карл-Лібкнехтівський німецький район (нім. Deutscher Kreis Karl-Liebknecht; рос. Карл-Либкнехтовский район; до травня 1926 — Ландауський німецький район; нім. Deutscher Rayon Landau; рос. Ландауский район) — німецький національний район УСРР (згодом УРСР), створений у рамках політики коренізації, з центром у селі (колонії) Карла Лібкнехта (до серпня 1935 — Ландау, нині — село Широколанівка у Степівській сільській громаді Миколаївського району Миколаївської області), що існував у 1925—1939 роках у складі Миколаївської округи (згодом Одеської області).

## Історія
Урочистості з приводу організації відбулися 11 січня 1925. Офіційно затверджений постановою ВУЦВК та РНК «Про утворення на території Одещини Ландауського району» від 30 квітня 1925. Створений із Зульцької, Іоганнестальської, Карлсруєвської, Катеринентальської, Ландауської, Шпеєрівської сільрад Варварівського району Миколаївської округи, Рорбахської, Вормської, Раштадської сільрад Березівського району Одеської округи. На початок 1926 року сформовані Гальбштадська та Ватерлооська сільради.
Адміністративне підпорядкування: до адміністративної реформи 1930 — у складі Миколаївської округи, з вересня 1930 підпорядкувався безпосередньо центру, з 27 лютого 1932 — у складі Одеської області.
Площа району дорівнювала 908 км². До його складу входили 14 сільрад, усього — 33 поселення. На 1 січня 1930 населення становило 27 056 осіб, із них — 0,5 % промислових робітників, 96,1 % селян. Письменними були 76,6 % чоловіків, 74,6 % жінок. Німці становили 89,9 % людності району.
Районний центр — Карла Лібкнехта (колонія Ландау) — був великим селищем: його населення у 1930 році сягнуло 6 330 осіб. У ньому діяли початкова школа, 2 семирічки, радіоустановка, 3 промислові заклади з 41 робітником.
Восени-взимку 1929 в районі проведена кампанія по хлібозаготівлі, в ході якої віддані суду представники 635 так званих куркульських господарств, майно 165 господарств описано, 322 — продано. Частина заможних селян, залишивши своє майно, втекла за межі району. В результаті цих заходів план по хлібозаготівлях був виконаний на 105 %.
Населення виявило відчутний опір суцільній колективізації: на кінець лютого 1930, незважаючи на жорсткі заходи влади, в колгоспах перебувало лише 51 % господарств. Після оприлюднення постанови ЦК ВКП (б) від 14 березня 1930 року, де критикувалися «перегини», допущені в ході колективізації, почався масовий вихід селян з колгоспів, рівень колективізації в районі знизився до 23,5 %. Вирішальні перемоги колективізації відбулися впродовж 1931 року. У травні 1931 рю 69 артілей та 32 товариства спільного обробітку землі району об'єднали 89,1 % господарств, а 1933 р. у складі колгоспів перебувало 95 % населення.
Станом на 15 грудня 1935 площа району складала 879,9 км², в 1 селищній та 11-ти сільських радах мешкали 22 345 осіб (відомості на 1 січня 1933).
З 1931 по 5 травня 1939 видавалася районна газета «Der sozialistischer Vormarsch» (нім.) (укр. «Соціалістичний наступ»).
1934 співробітники ДПУ УСРР викрили в районі «диверсійні осередки», невдовзі тут була ліквідована «фашистська група німців та австрійців», за матеріалами справи якої були репресовані німці-політемігранти, котрі стояли біля витоків розбудови національного району. Серед них: К. Іванчич — голова Карл-Лібкнехтівського райвиконкому, М. Гольцгофер — директор ландауської МТС, К. Вольгуні — інспектор народної освіти, Ф. Таллєр — директор школи — та інші. У контексті так званої справи німців-ксьондзів, сфабрикованої органами НКВС УСРР 1935, в 20-х числах травня 1935 року в Карл-Лібкнехтівському районі відбулося відкрите виїзне засідання Одеського обласного суду. Зважаючи на похилий вік двох звинувачуваних — генерального вікарія римсько-католицької єпархії в Україні прелата Крушинського (67 років) та настоятеля Зельцької католицької церкви Лорана (63 роки), — вони були вислані в Казахстан. Інші священики отримали по 10 років позбавлення волі. Загалом по Україні було репресовано 31 пастора. За словами наркома внутрішніх справ УСРР Всеволода Балицького, в 1935 році практично всі господарські та радянські працівники району були репресовані як «фашистські посібники».
Ліквідований у 1939 році відповідно до постанови ЦК КП(б)У про ліквідацію та реорганізацію національних районів і сільрад (5 березня 1939 р.), його сільради розподілені між Варварівським районом Миколаївської області (Зульцька, Гальбштадська, Шенфельдська, Карл-Лібкнехтовська, Катеринентальська, Карлсруевська, Іоганестальська сільради) і Березівським (Вормська) та новоствореним Веселинівським районами (решта сільрад) Одеської області (до складу Миколаївської області район перейшов у 1944).

## Економіка
У районі були сконцентровані значні колонізаційні резерви, загалом більше 11 тис. га ріллі. Сільськогосподарський район. Спеціалізація: хліборобство (культивували переважно озиму та яру пшеницю, а також кукурудзу), молочарське тваринництво, садівництво, виноградарство. У 2-й половині 1920-х рр. тут діяли 11 парових млинів, 2 маслобійні, цегляний завод. Загальна чисельність поголів'я худоби в листопаді 1925 року становила 6 766 коней, 14 волів, 7 315 корів, 105 кіз і 3 603 свині. Діяли три племінних (мали в своєму розпорядженні 156 чистокровних коней) і два скотарських товариства.
Під засівами перебувало 77,1 % землі, з них 88,5 % займали зернові, 6,7 % — технічні культури (соняшник). У складі колективних господарств перебувало 23,1 % господарств району, 0,5 % складали промислові робітники. На 100 осіб дорослого населення припадало 98 учнів.
З середини 1920-х рр. для обробки землі застосовувалися трактори. До 1928 року створено 10 машинно-тракторних станцій (МТС), які експлуатували сім тракторів марок «Fordson» і «International». Підтримкою малопотужних господарств займалися 8 сільськогосподарських кредитних товариств, які надавали своїм членам на пільгових умовах насіннєві позички і невеликі грошові позики.

## Інфрастуктура
Шкільна мережа наприкінці 1920-х рр. складалася з 19-ти шкіл (з них — 2 семирічки), сільськогосподарської школи, котра готувала агрономів у господарства всієї Одеської області. Культурна інфраструктура у 1925 складалася з 3-х клубів, 6-ти хат-читалень із загальним бібліотечним фондом 1000 екземплярів. При них діяли два оркестри, вісім театральних і велика кількість суспільно-політичних гуртків (МОДР, ТСОАВІАХІМ та інші).
Культурно-освітня мережа району була досить розгалуженою. Загалом у районі працювали 16 початкових, 4 семирічні школи, школа колгоспної молоді, 3 дитячі майданчики, профшкола на 58 учнів, 14 бібліотек, 11 сельбудів, 5 хат-читалень, кіноустановка. Медичне обслуговування населення здійснювали 4 лікарі 4-х лікарень, розрахованих на 42 місця. Також на території району розташовувався дитячий будинок в колонії Карлсруе зі штатом в 5 осіб та числом вихованців у кількості 80 дітей (інтернат діє донині) та ветеринарний пункт в колонії Ландау зі штатом 2 особи.

## Населення
За даними на 1925 рік в 24 населених пунктах району (19 німецьких і 5 українських) проживало 25 859 осіб. З них
- 23 521 (91 %) — німців,
- 1 265 (4,9 %) — українців,
- 437 (1,7 %) — росіян,
- 398 (1,5 %) — євреїв,
- 238 (0,9 %) — інших національностей.

На момент реорганізації Миколаївської округи щільність населення в районі становила 29,8 особи/км². У 1926 році населення становило 26 902 особи, з них німці — 24 187 особи (89,9 %).

## Адміністративний поділ району на 1926 рік
У 1926 році до складу району входили такі сільські ради:
1. Ватерлооська сільська рада — село Ватерлоо, село Києво-Олександрівка, хутір Ней-Рорбах, хутір Ней-Шпеєр. Сформована після утворення Карл-Лібкнехтівського району у 1926 році, після його ліквідації відійшла до Веселинівського району.
2. Вормська сільська рада — село Вормс. Відійшла від Березівського району, після ліквідації Карл-Лібкнехтівського району відійшла до Березівського району.
3. Гальбштадська сільська рада — село Гальбштадт, хутір Гринфельд (Мартін (не існує)), хутір Трихати, хутір Ульянівка. Сформована після утворення Карл-Лібкнехтівського району у 1926 році, після його ліквідації відійшла до Варварівського району.
4. Зульцька сільська рада — село Зульц. Відійшла від Варварівського району, після ліквідації Карл-Лібкнехтівського району відійшла до Варварівського району.
5. Іоганнестальська сільська рада — село Іоганнесталь. Відійшла від Варварівського району, після ліквідації Карл-Лібкнехтівського району відійшла до Варварівського району.
6. Карлсруевська сільська рада — село Карлсруе, хутір Рот-Карлсруе (Кляйн-Карлсруе). Відійшла від Варварівського району, після ліквідації Карл-Лібкнехтівського району відійшла до Варварівського району.
7. Катеринентальська сільська рада — село Катериненталь. Відійшла від Варварівського району, після ліквідації Карл-Лібкнехтівського району відійшла до Варварівського району.
8. Ландауська сільська рада (згодом Карл-Лібкнехтівська сільська рада) — село Ландау (згодом Карла Лібкнехта). Відійшла від Варварівського району, після ліквідації Карл-Лібкнехтівського району відійшла до Варварівського району.
9. Михайлівська сільська рада — село Михайлівка, хутір Бондарівка, хутір Ней-Мюнхен.
10. Мюнхенська сільська рада — село Мюнхен.
11. Раштадтська сільська рада — село Ней-Раштадт, село Раштадт. Відійшла від Березівського району.
12. Рорбахська сільська рада — село Рорбах. Відійшла від Березівського району, після ліквідації Карл-Лібкнехтівського району відійшла до Веселинівського району.
13. Шенфельдська сільська рада — село Шенфельд, хутір Солониський (не існує). Відійшла від Варварівського району, після ліквідації Карл-Лібкнехтівського району відійшла до Варварівського району.
14. Шпеєрівська сільська рада — село Шпеєр. Відійшла від Варварівського району, після ліквідації Карл-Лібкнехтівського району відійшла до Веселинівського району.

А також населені пункти: хутір Зонненберг, хутір Нойфельд, село Ной-Катериненталь, хутір Фріденгейм.
Жителями сусідньої з поселенням Шенфельд німецької колонії Штейнбер Кир'яківської сільської ради (нині південна частина села Кир'яківка Миколаївського району) було подано клопотання про приєднання до Ландауського району, але рішенням комісії при Облвиконкомі це прохання було відхилено. Причиною послужив той факт, що перепідпорядкування колонії Штейнберг з Варварівського до Ландауського району фактично перерізає Варварівський район на дві частини і перериває районні комунікації.